# Roderich Regler
Roderich Regler (* 12. Mai 1939 in Wien) ist ein ehemaliger österreichischer Politiker (ÖVP). Er war von 1982 bis 1991 Wiener Landtagsabgeordneter und von 2003 bis 2006 Abgeordneter zum Österreichischen Nationalrat.

## Ausbildung und Beruf
Roderich Regler besuchte von 1945 bis 1947 die Volksschule in Freiberg in Sachsen und ab 1947 die Volksschule in Wien. Er wechselte 1949 an das Akademische Gymnasium Wien und legte 1957 die Matura ab. Regler studierte im Anschluss Bauingenieurwesen an der Technischen Hochschule Wien und schloss sein Studium 1966 mit dem akademischen Grad Dipl.-Ing. ab. Von 1966 bis 1970 studierte Regler zudem Rechtswissenschaften an der Universität Wien, 1970 schloss er sein Studium mit dem Grad Mag. iur. ab.
Regler war von 1967 bis 1971 Assistent an der Technischen Universität Wien und wirkte von 1971 bis 1979 als Geschäftsführer der Forschungsgesellschaft für das Straßenwesen. Von 1971 bis 1990 war er zudem Verkehrs- und wirtschaftspolitischer Referent der Bundessektion Verkehr in der Bundeswirtschaftskammer, von 1990 bis 2001 leitete er die Abteilung für Verkehrspolitik der Wirtschaftskammer Österreich.

## Politik
Regler war von 1978 bis 1982 Bezirksrat in Wien-Hietzing und stand als Bezirksparteiobmann von 1992 bis 2003 der ÖVP Hietzing vor. Von 1982 bis 1991 war er Abgeordneter zum Wiener Landtag und Gemeinderat, nach der Angelobung der Bundesregierung Schüssel II folgte er einem Regierungsmitglied als Abgeordneter in den Nationalrat nach. Er war von 5. März 2003 bis 29. Oktober 2006 Mitglied des Parlaments.

## Privates
Roderich Regler ist verheiratet, Vater einer Tochter und hat drei Enkelkinder. Er ist Mitglied der katholischen Studentenverbindung K.Ö.H.V. Amelungia Wien im ÖCV. Sein Vater war der Physiker Fritz Regler.

## Auszeichnungen
- 2007: Großes Silbernes Ehrenzeichen für Verdienste um die Republik Österreich[4]
- 1999: Großes Ehrenzeichen für Verdienste um die Republik Österreich
- Silbernes Ehrenzeichen für Verdienste um die Republik Österreich
- Großes Ehrenzeichen des Landes Burgenland
- Großes Ehrenzeichen des Landes Kärnten
- Großes Ehrenzeichen für Verdienste um das Bundesland Niederösterreich
- Silbernes Ehrenzeichen des Landes Oberösterreich
- Goldenes Verdienstzeichen des Landes Oberösterreich
- Goldenes Verdienstzeichen des Landes Salzburg
- Großes Goldenes Ehrenzeichen des Landes Steiermark
- Tiroler Adlerorden in Gold
- 1992: Goldenes Ehrenzeichen für Verdienste um das Land Wien
- Komtur mit Stern des Päpstlichen Silvesterordens[5]